# 内当
内当（法語：Neydens，法語發音：[nɛdɑ̃]）是法国上萨瓦省的一个市镇，位于该省中北部偏西，属于圣于连昂热讷瓦区。内当是圣于连昂热讷瓦公共社区的组成部分。

## 地理
内当（46°7'17"N, 6°6'16"E）面积6.96 平方千米，位于法国奥弗涅-罗讷-阿尔卑斯大区上萨瓦省，该省份为法国东部省份，历史上为薩伏依的一部分，北与瑞士接壤，西接安省，南至萨瓦省，东与瑞士和意大利接壤。
与内当接壤的市镇（或旧市镇、城区）包括：圣于连昂热讷瓦、阿尔尚、博蒙、费热尔。
内当的时区为UTC+01:00、UTC+02:00（夏令时）。

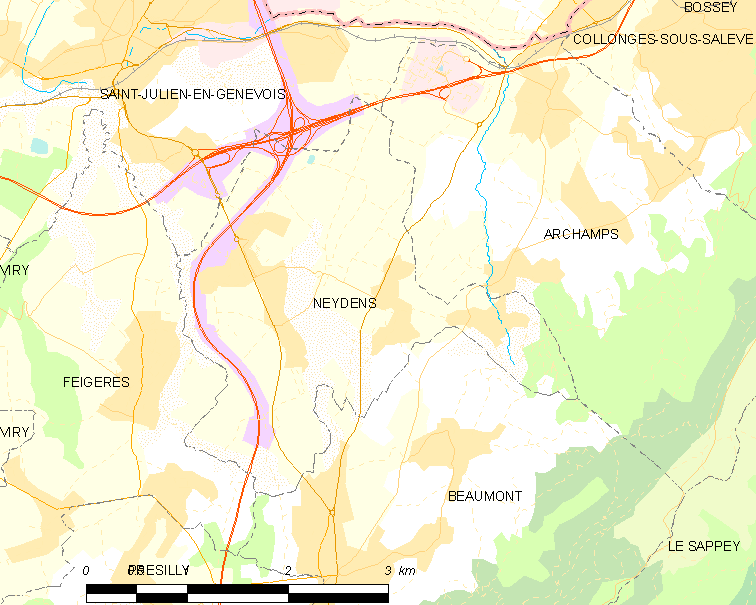
内当的OSM定位图

## 行政
内当的邮政编码为74160，INSEE市镇编码为74201。

## 政治
内当所属的省级选区为圣于连昂热讷瓦县。

## 交通
上萨瓦省省道D18线、D178线和D1201线经过境内。

## 人口

1962-2008年间内当人口变化图示

内当于2022年1月1日时的人口数量为2227人。